# Diamictite

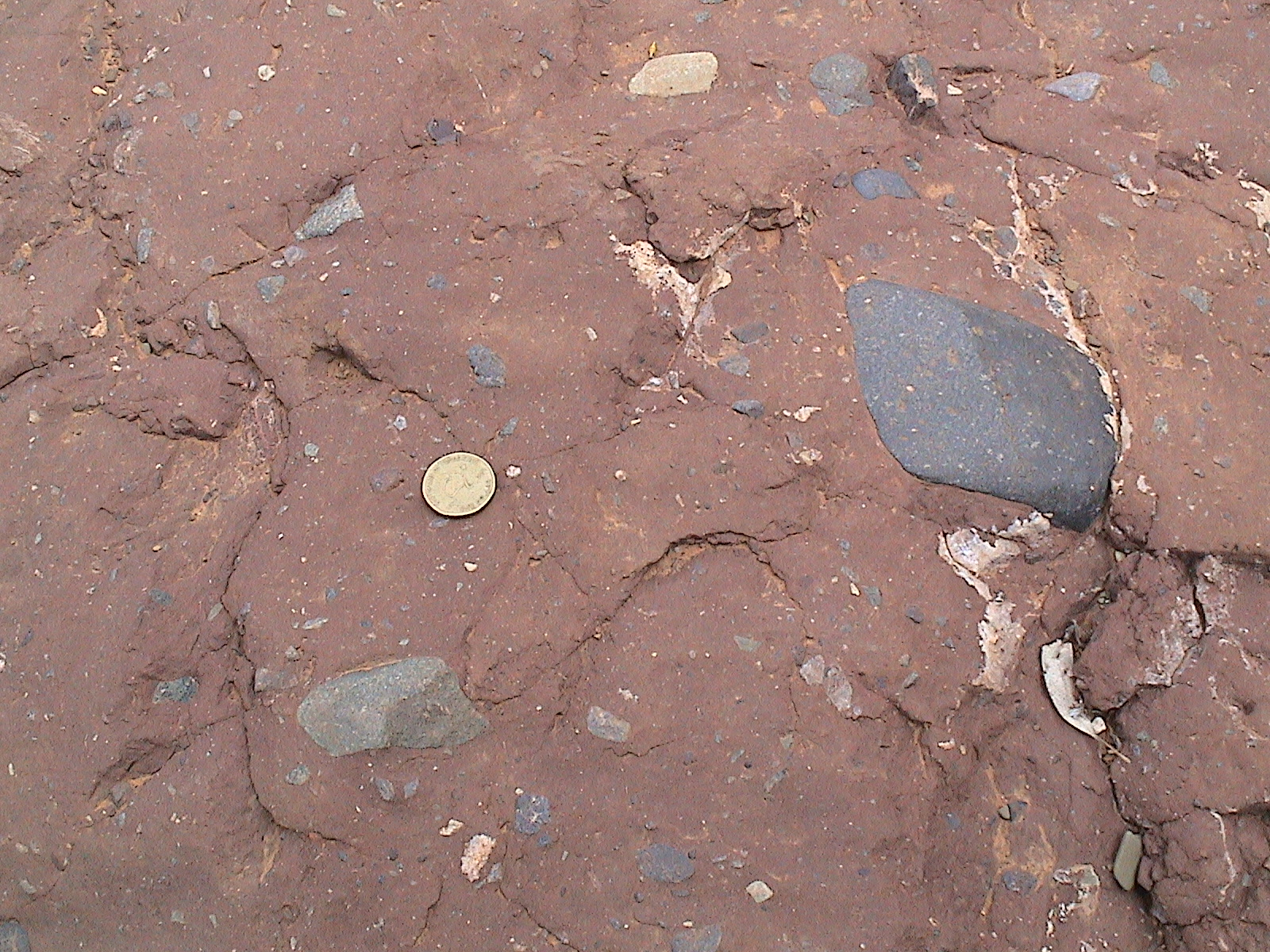
Diamictite della formazione Elatina sotto il sito GSSP di Ediacaran nel Parco Nazionale Flinders Ranges, Australia Meridionale. Moneta da 1 dollaro australiano per la scala.

La diamictite (dal greco dia, δια, e meiktós, µεικτός) è un tipo di roccia sedimentaria composta da un conglomerato di particelle di sedimenti terrigeni poco o per nulla ordinate. Queste particelle possono variare in dimensione e natura: da argille a massi, sospesi in una matrice limosa o di arenaria.
La diamictite non litificata è detta diamicton.
Il termine diamictite viene spesso applicato a depositi glaciali litificati, mal strutturati, come la tillite glaciale o i massi d'argilla. In tal senso, le diamictiti vengono spesso erroneamente interpretate come aventi un'origine essenzialmente glaciale. Tuttavia, l'origine più comune delle diamictiti è la deposizione da parte di flussi sottomarini come torbiditi e olistostromi in aree tettonicamente attive; possono tuttavia essere prodotte in un'ampia gamma di altre condizioni geologiche, fra cui i lahar o le colate detritiche.